# Веласкес, Эндрю
Эндрю Веласкес (англ. Andrew Velazquez; 22 апреля 1994, Бронкс, Нью-Йорк) — американский бейсболист, инфилдер клуба Главной лиги бейсбола «Лос-Анджелес Энджелс».

## Карьера
Веласкес родился 22 апреля 1994 года в Бронксе. В бейсбол он начал играть во время учёбы в Фордемской подготовительной школе, которую окончил в 2012 году. На драфте Эндрю был выбран клубом «Аризона Даймондбэкс» под общим 243-м номером. Скаут команды Тодд Донован отмечал игру руками и скорость Веласкеса, считая что они выше среднего уровня. При этом на позицию шортстопа он перешёл только в выпускном классе, до этого действуя в роли аутфилдера.
В 2013 и 2014 годах он играл в составе «Саут-Бенд Сильвер Хокс» в Лиге Среднего запада. Второй из двух сезонов стал для него первым полным в профессиональной карьере. Его он закончил с 50 украденными базами и серией из 74 игр, в которых он не менее одного раза попадал на первую базу. По итогам опроса главных тренеров клубов лиги он был признан лучшим шортстопом чемпионата. Отмечалось, что очень высокий показатель кражи баз Веласкес достиг за счёт интуиции и чтения игровой ситуации, а не одной скоростью. Ещё одним достоинством была ориентированная на лайн-драйвы игра на бите, позволяющая ему больше экстра-бейс-хитов. В ноябре 2014 года «Даймондбэкс» обменяли его в «Тампу-Бэй» в рамках сделки по переходу питчера Джереми Хелликсона.
После перехода в карьере Веласкеса наступил спад. В 2015 году он сыграл всего 51 матч из-за перелома кости запястья. В следующем сезоне он провёл 75 игр, не сумев подняться выше уровня A-лиги и снова получив травму. В 2017 году его перевели в AA-лигу в «Монтгомери Бисквитс», в составе которых он сыграл в 108 матчах, неудачно действуя на бите — его показатель отбивания составил 23,5 %, кроме того он получил 112 страйкаутов.
Сезон 2018 года Веласкес начал в AAA-лиге в составе «Дарем Буллз», где часть игрового времени действовал на позиции аутфилдера. Он улучшил эффективность действий на бите, а также впервые за время игры в составе «Рейс» добился значительного числа украденных баз — 29 удачных попыток из 32. В начале сентября его перевели в основной состав клуба и он дебютировал в Главной лиге бейсбола. Всего за «Тампу» он провёл 23 игры. В начале июля 2019 года клуб обменял его в «Кливленд Индианс» на денежную компенсацию из бюджета международных подписаний. После перехода он сыграл за новую команду пять матчей. В нападении в 2019 году Веласкес действовал неудачно, реализовав только два выхода на биту из двадцати трёх. В защите за «Рейс» и «Индианс» он выходил на позициях шортстопа, игрока второй и третьей баз, аутфилдера. В межсезонье «Кливленд» выставил его на драфт отказов, в феврале 2020 года он перешёл в «Балтимор Ориолс». В сокращённом из-за пандемии COVID-19 сезоне Веласкес сыграл за «Ориолс» в 40 матчах. В декабре он в статусе свободного агента подписал контракт игрока младшей лиги с «Нью-Йорк Янкис». В основной состав его перевели 8 августа и в концовке чемпионата Веласкес стал одним из ключевых защитников команды. Он сыграл за «Янкис» в 28 матчах, его показатель отбивания составил 22,4 %. После окончания сезона он был выставлен на драфт отказов и перешёл в «Лос-Анджелес Энджелс».